# رون جونستون
رون جونستون (بالإنجليزية: Ron Johnston)‏ هو جغرافي بريطاني، ولد في 30 مارس 1941 في سويندون في المملكة المتحدة.